# Coup d'État de 1951 en Syrie
 (mars 2025).
La mise en forme du texte ne suit pas les recommandations de Wikipédia : il faut le « wikifier ».
Les points d'amélioration suivants sont les cas les plus fréquents. Le détail des points à revoir est peut-être précisé sur la page de discussion.
- Les titres sont pré-formatés par le logiciel. Ils ne sont ni en capitales, ni en gras.
- Le texte ne doit pas être écrit en capitales (les noms de famille non plus), ni en gras, ni en italique, ni en « petit »…
- Le gras n'est utilisé que pour surligner le titre de l'article dans l'introduction, une seule fois.
- L'italique est rarement utilisé : mots en langue étrangère, titres d'œuvres, noms de bateaux, etc.
- Les citations ne sont pas en italique mais en corps de texte normal. Elles sont entourées par des guillemets français : « et ».
- Les listes à puces sont à éviter, des paragraphes rédigés étant largement préférés. Les tableaux sont à réserver à la présentation de données structurées (résultats, etc.).
- Les appels de note de bas de page (petits chiffres en exposant, introduits par l'outil «  Source ») sont à placer entre la fin de phrase et le point final[comme ça].
- Les liens internes (vers d'autres articles de Wikipédia) sont à choisir avec parcimonie. Créez des liens vers des articles approfondissant le sujet. Les termes génériques sans rapport avec le sujet sont à éviter, ainsi que les répétitions de liens vers un même terme.
- Les liens externes sont à placer uniquement dans une section « Liens externes », à la fin de l'article. Ces liens sont à choisir avec parcimonie suivant les règles définies. Si un lien sert de source à l'article, son insertion dans le texte est à faire par les notes de bas de page.
- La présentation des références doit suivre les conventions bibliographiques. Il est recommandé d'utiliser les modèles {{Ouvrage}}, {{Chapitre}}, {{Article}}, {{Lien web}} et/ou {{Bibliographie}}. Le mode d'édition visuel peut mettre en forme automatiquement les références.
- Insérer une infobox (cadre d'informations à droite) n'est pas obligatoire pour parachever la mise en page.

Pour une aide détaillée, merci de consulter Aide:Wikification.
Si vous pensez que ces points ont été résolus, vous pouvez retirer ce bandeau et améliorer la mise en forme d'un autre article.
Le coup d'État de 1951 en Syrie fut le quatrième[réf. nécessaire] coup d'État en Syrie après l'indépendance. Il fut mené par l'officier militaire Adib Chichakli, qui contraignit le gouvernement existant, dirigé par le président Hachem al-Atassi et le Premier ministre Maaruf al-Dawalibi, à démissionner.

## Contexte politique
Après le coup d'État de décembre 1949, Adib Chichakli a exercé un pouvoir considérable dans la gouvernance du pays. Le Parti du peuple, le plus grand parti après les élections parlementaires de 1949, n'a pas pu gouverner en raison de la pression militaire. En 1950, le pays a connu une instabilité politique due à des coalitions gouvernementales faibles. Le président Hachem al-Atassi a chargé Nazem Koudsi, dirigeant du Parti du peuple, de former un gouvernement contre la volonté des militaires. Atassi a réussi à établir avec succès cette coalition pour gouverner. Durant le mandat de ce gouvernement, un accord de coopération conjointe a été signé avec le Royaume d'Irak, que le Premier ministre a qualifié de « premier pas vers une union fédérale avec l'Irak ».

## Déroulement du coup d'État
Chichakli, qui avait reçu le soutien de l'Arabie saoudite, fut mécontent de cet accord. Le 29 novembre 1951, Chichakli ordonna l'arrestation du Premier ministre Maaruf al-Dawalibi en raison de son refus de nommer Faouzi Selou, un proche de Chichakli, au poste de secrétaire à la Défense. D'autres fonctionnaires du gouvernement annoncèrent alors leur démission. Après des négociations infructueuses pour partager le pouvoir, le président Hachem al-Atassi a également démissionné et est retourné à Homs. À la suite de sa démission, le Conseil de commandement des forces armées syriennes a annoncé sa prise de pouvoir, dissous le Parlement syrien et nommé Faouzi Selou à tous les pouvoirs exécutifs et législatifs.

## Après le coup d'État
Après le coup d'État de 1951, Adib Chichakli s'est concentré sur le renforcement de son pouvoir. Cela comprenait la promulgation de la Constitution syrienne de 1953 et l'organisation de l'élection présidentielle de 1953, établissant ainsi avec succès un régime de parti unique pendant environ deux ans. Selon un activiste syrien, « Les Syriens ne se préoccupent plus de l'armée ni de celui qui gouverne le pays. Maintenant, ils ne veulent plus qu'une chose : le retour de la stabilité qui faisait défaut auparavant ».
En 1953, Akram Hourani est devenu une menace croissante pour le régime d'Adib Chichakli, à mesure que son influence politique et sa popularité augmentaient en Syrie, allant même jusqu'à aspirer à la présidence. En conséquence, Chichakli renvoya de nombreux officiers loyaux envers Hourani et refusa d'établir un gouvernement socialiste comme Hourani l'espérait. Hourani s'enfuit alors au Liban, où il fusionna son Mouvement socialiste arabe avec le Parti Baas. L'année suivante, Hourani soutint le coup d'État de 1954 contre Chichakli,.